# Orcheta
Orcheta (en valenciano y oficialmente, Orxeta) es un municipio de la Comunidad Valenciana, España. Situado en la provincia de Alicante, en la comarca de la Marina Baja. Cuenta con 812 habitantes (INE 2022).

## Geografía

Localización de Orcheta respecto a la Marina Baja

Situado en la vertiente marítima del Prebético valenciano, al sur de las estribaciones de la sierra de Aitana, Orcheta posee un relieve montañoso, accidentado por las sierras de Orcheta y de Relleu; entre ambas discurre el río Sella que confluye, aún dentro del término, con el río Amadorio para formar el pantano del mismo nombre, en el límite con el municipio de Villajoyosa.
Desde Alicante, se accede a esta localidad por la AP-7 o la N-332 tomando luego la CV-770 a la altura de Villajoyosa.

### Barrios y pedanías
En el término municipal de Orcheta se encuentran también los siguientes núcleos de población:
- El Olivar.
- Urbanización Bella Orcheta.
- El Collao.

### Localidades limítrofes
Limita con los términos municipales de Aguas de Busot, Campello, Finestrat, Relleu, Sella y Villajoyosa.

## Historia
Tras la conquista del lugar por Jaime I de Aragón, la comunidad islámica, fundadora del núcleo urbano más antiguo, fue sometida, y sus tierras y alquerías pasaron posteriormente a ser administradas por la Orden de Santiago.
En 1270 Jaime I donaba Orcheta a Berenguela Alfonso. Tras sofocar la revuelta de los musulmanes de las tierras del sur del Reino de Valencia, el 8 de abril de 1276 Jaime I perdonaba a los de Orcheta y Polop, permitiéndoles regresar a sus tierras siempre que se sometieran a su obediencia, asimismo, por medio de sus señores les otorgaba las condiciones para su mantenimiento en las citadas alquerías.
En 1322 el caballero Bernardo de Sarriá, no teniendo herederos legítimos, cedía al infante D. Pedro, hijo de Jaime II, todas sus posesiones, entre las que figuraba el lugar de Orcheta. Con posterioridad, pasó a manos de la Orden de Santiago en cuyo poder se mantuvo hasta el siglo XIX.
Fue lugar de moriscos, registrándose en 1609 una cifra de 150 casas, según el censo de Caracena. La aplicación del decreto de expulsión ese mismo año supuso un considerable impacto a nivel demográfico y económico como lo demuestra el hecho de que años más tarde se registraron únicamente 45 casas. El 1 de enero de 1613 Gerónimo Ferrer, comendador de la encomienda de Orcheta de la orden de Santiago otorgaba nueva carta puebla a dicho lugar, que confirmaba el rey Felipe III el 24 de agosto del mismo año. 
Hasta 1707 Orcheta formó parte de la gobernación de Játiva (ultra Xucorum), desde entonces y hasta 1833 perteneció a la de Alcoy.

## Geografía humana

### Demografía
Cuenta con una población de 879 habitantes (INE 2024).
| Gráfica de evolución demográfica de Orcheta entre 1842 y 2021 |
| |
| Población de derecho según los censos de población del INE Población de hecho según los censos de población del INEEn estos censos se denominaba Orcheta: 1842, 1857, 1860, 1877, 1887, 1897, 1900, 1910, 1920, 1930, 1940, 1950, 1960, 1970, 1981 y 1991 |

El mayor crecimiento demográfico tuvo lugar en el siglo XVIII: entre 1715 y 1794, la población pasó de 274 a 1003 habitantes. Desde entonces, la población siguió claramente a la baja: en 1860 contaba con 895 habitantes; en 1930, 776; en 1999 tan sólo 429. Sin embargo, la cercanía de importantes núcleos turísticos ha servido para atraer a un importante turismo de interior estacionario, creciendo de manera vertiginosa la población desde el 2003.

### Economía
Su economía se ha basado tradicionalmente en la agricultura. Las principales producciones agrarias del municipio durante los siglos XVIII y XIX eran los cereales, los almendros, los algarrobos, la viña y las frutas, siendo Villajoyosa el principal mercado de sus frutas y harinas. Desde finales del siglo XIX, los cítricos fueron sustituyendo a los otros cultivos con un destacable número de naranjos y limoneros. Se está desarrollando el sector turístico por su proximidad a zonas turísticas como Benidorm o Altea

## Política
| Periodo   | Nombre                      | Partido   |
| --------- | --------------------------- | --------- |
| 1979-1983 | Vicente Llinares Sellés     | UCD       |
| 1983-1987 | Vicente Llinares Sellés     | PSPV-PSOE |
| 1987-1991 | Vicente Llinares Sellés     | PSPV-PSOE |
| 1991-1995 | Vicente Llinares Sellés     | PSPV-PSOE |
| 1995-1999 | Vicente Llinares Sellés     | PSPV-PSOE |
| 1999-2003 | Vicente Llinares Sellés     | PSPV-PSOE |
| 2003-2007 | Vicente Llinares Sellés     | PSPV-PSOE |
| 2007-2011 | Vicente Llinares Sellés     | PSPV-PSOE |
| 2011-2015 | José Vicente Férriz Soriano | PSPV-PSOE |
| 2015-2019 | José Vicente Férriz Soriano | PSPV-PSOE |
| 2019-2023 | José Vicente Férriz Soriano | PSPV-PSOE |
| 2023-act. | Jaime Miguel Lloret Llorca  | PP        |

En las  elecciones del 22 de mayo de 2011 volvió el bipartidismo a Orcheta. Se presentaron el PSPV-PSOE y PP. El resultado fue 5 concejales al PSPV-PSOE y 2 al PP. Cabe destacar el gran porcentaje de abstención 21,5% (143 votantes), como de votos en blanco 6,7% (32 votos) y de votos nulos 8% (42 votos), los porcentajes y número de votos más altos de estos factores en toda la historia electoral municipal de Orcheta. También destaca la gran mayoría absoluta, con un 64,81% (291 votos) para el PSPV-PSOE, el porcentaje y número de votos más alto de toda la trayectoria democrática en Orxeta, con el cambio de candidato a la alcaldía a José Vicente Férriz Soriano y la conservación en el PP del anterior candidato Miguel Ángel Lloret Lloret. Posteriormente, se cree que por los resultados negativos, presentó la dimisión toda la lista del PP de Orxeta, a lo que se nombraron dos concejales desde el PP de la provincia de Alicante. En las  elecciones del 28 de mayo de 2023 el  PSPV-PSOE pone fin a su hegemonía en Orxeta, donde no había cambio de color político desde 1983. Solo había conocido a dos alcaldes: José Vicente Férriz Soriano, y Vicente Llinares Sellés, que primero en 1979 accedió bajo las siglas de la UCD  y desde 1983 hasta 2011 lo hizo como socialista. El PP entra con fuerza, tanto que ha ganado la mayoría absoluta, con cuatro concejales. El PSPV-PSOE baja hasta los tres, tres menos que en 2019. En un principio, los datos trasladados por el Ministerio del Interior dieron como ganador a Vox, confundiendo a una formación con otra y otorgándole la mayoría a ese partido. Sin embargo, el acta que se envió desde Orxeta sí que estaba bien identificada, con la mayoría para los populares.

## Monumentos y lugares de interés
- Ruinas del castillo musulmán. Edificio de interés arquitectónico.
- Pantano del Amadorio. Embalse de grandes dimensiones.
- Rutas senderistas. Varias rutas de interés turístico llegando a la cueva de la sierra local.
- El peñón del cantal. Espectacular peñón de fácil acceso desde donde se puede ver la costa.
- Lavadero municipal. Antiguo lavadero municipal.
- "El estrecho". Espectacular desfiladero estrecho de agua que une Relleu y Orcheta.

## Galería fotográfica

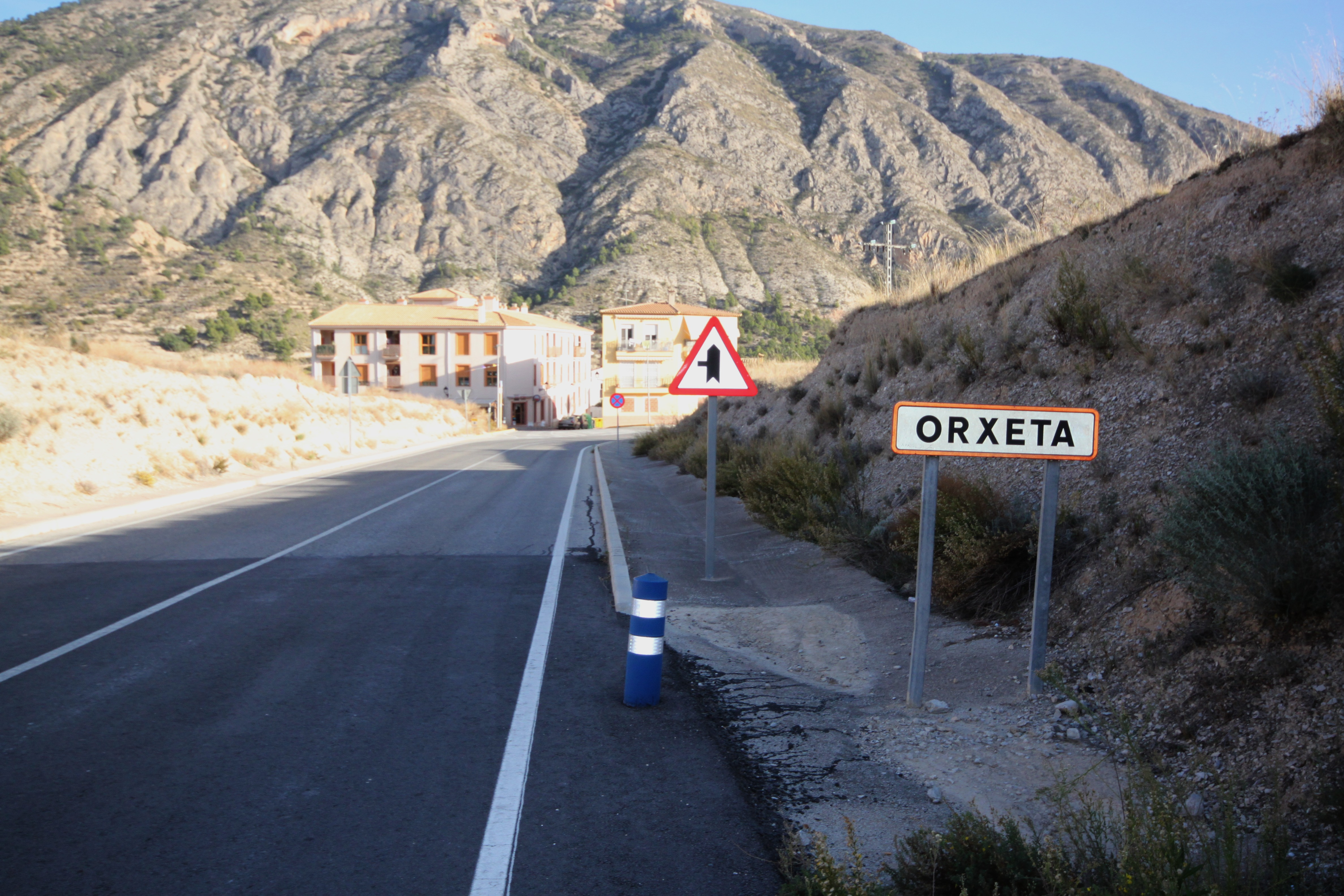
Acceso
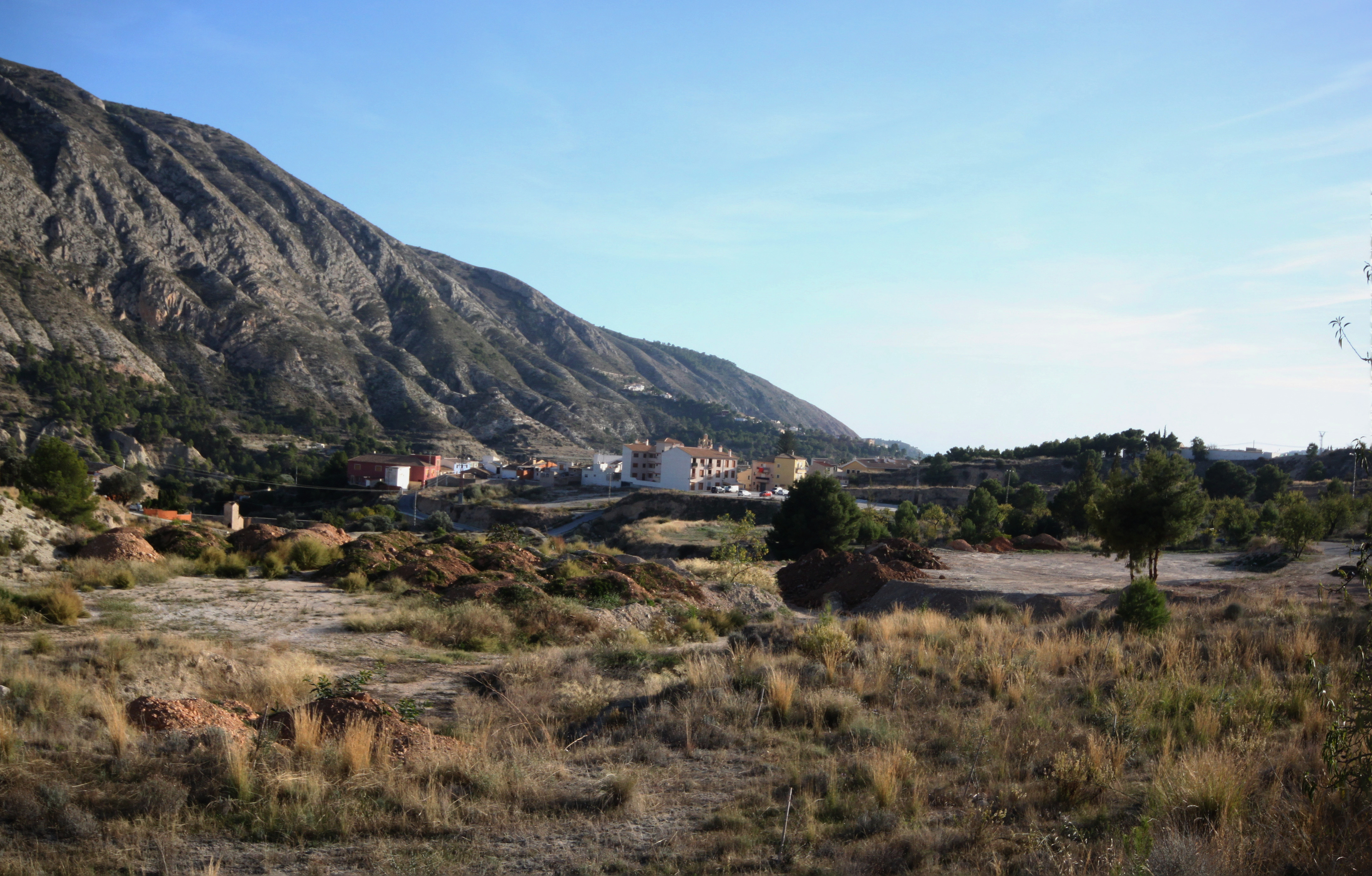
Acceso y vista general

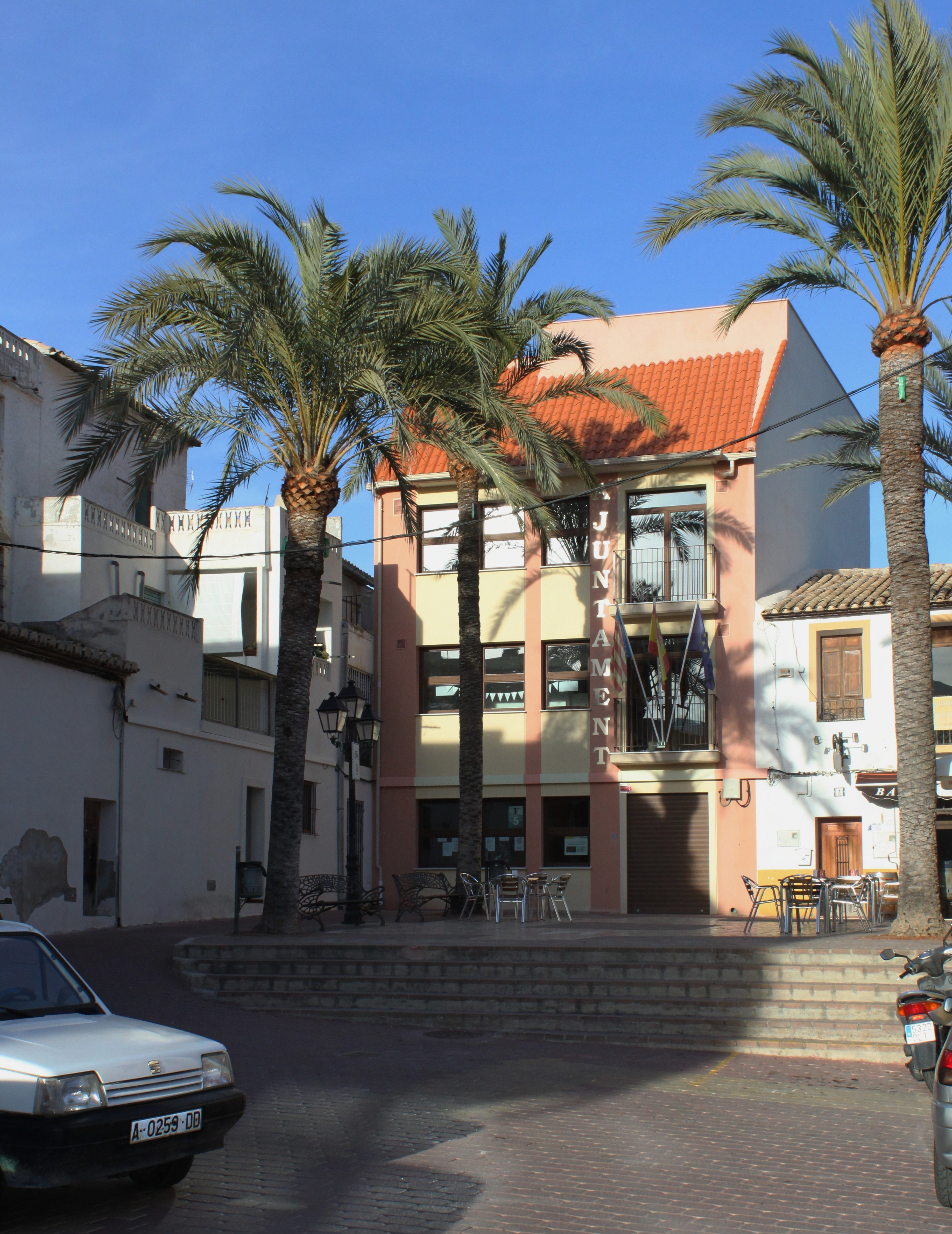
Ayuntamiento
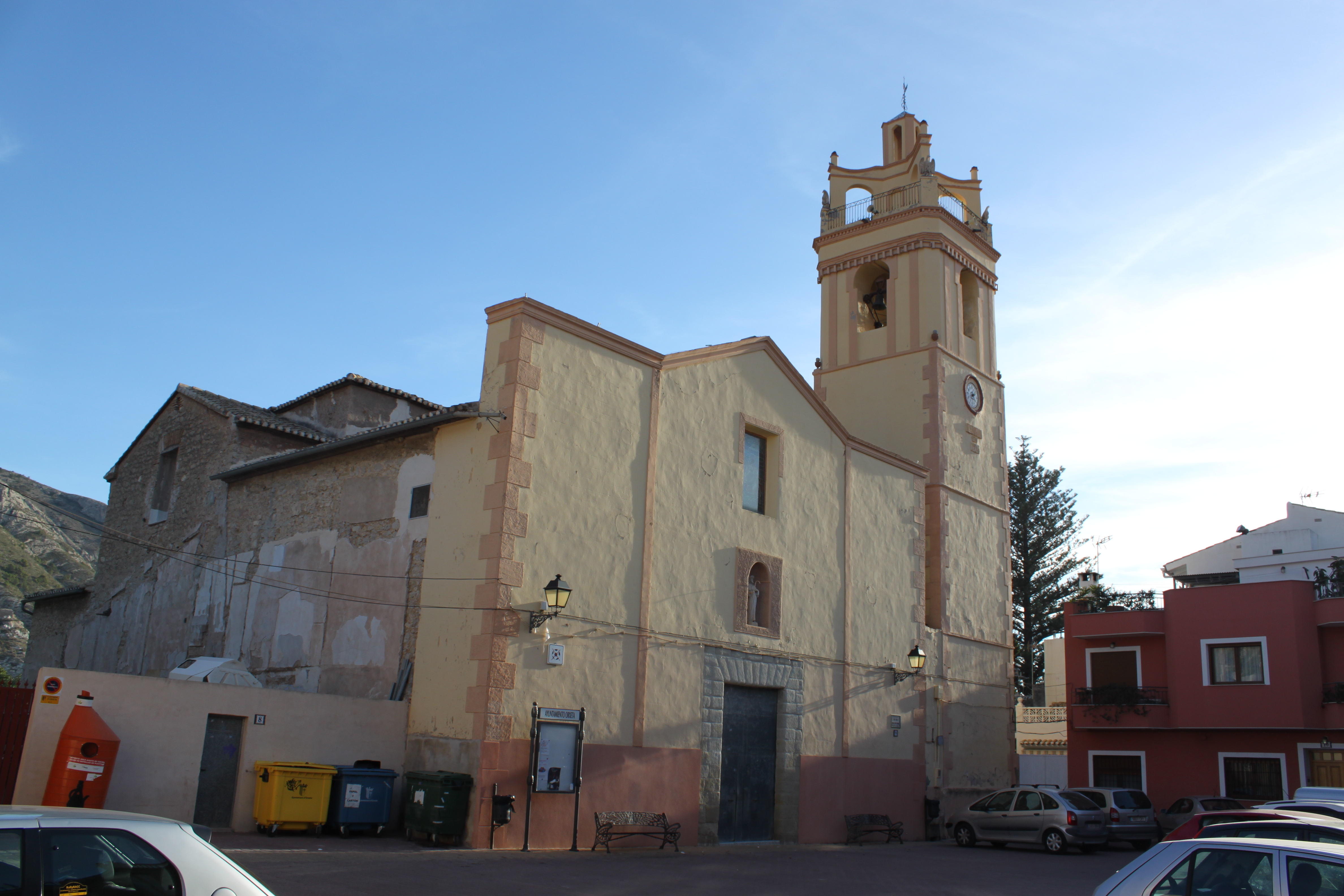
Iglesia
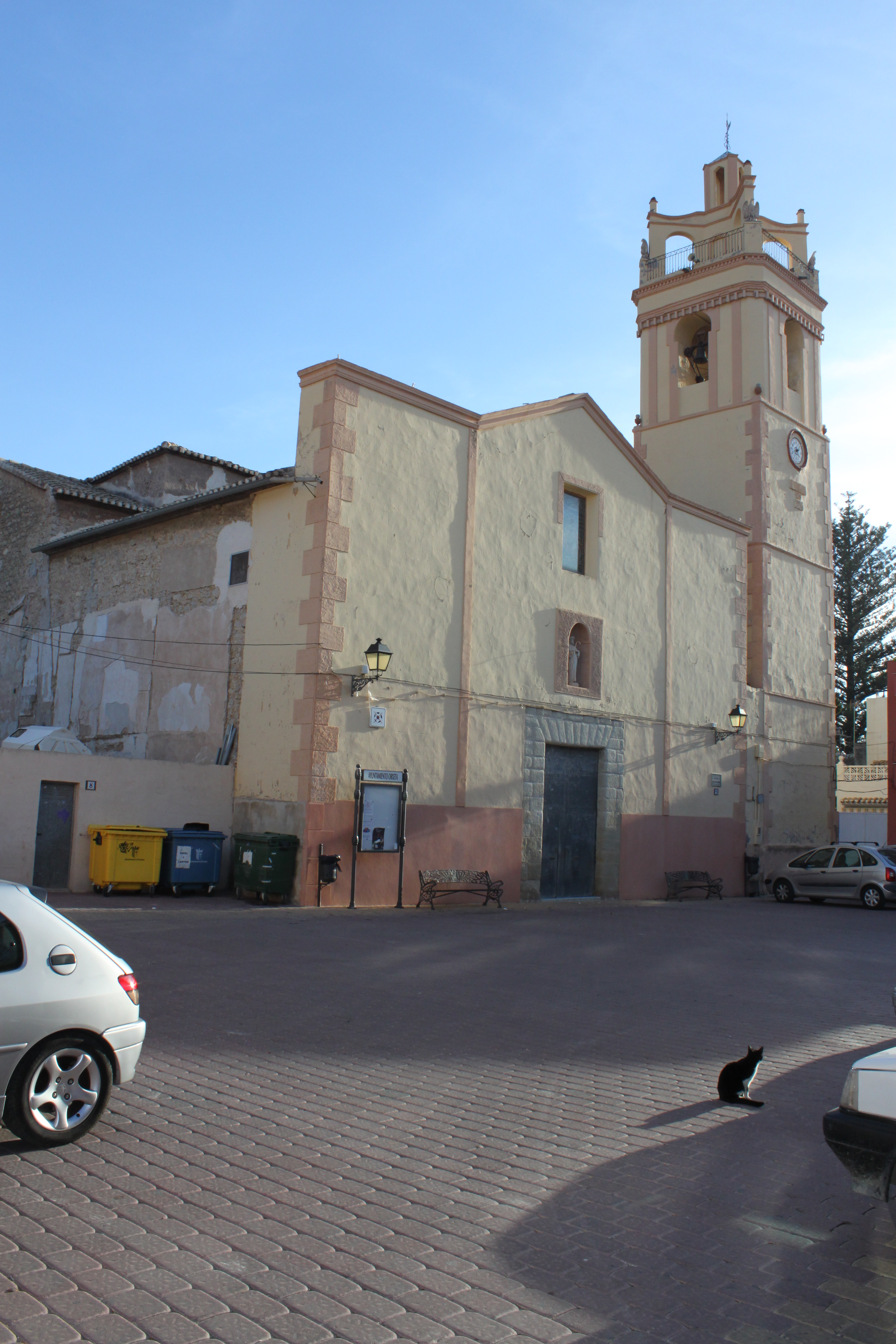
Iglesia
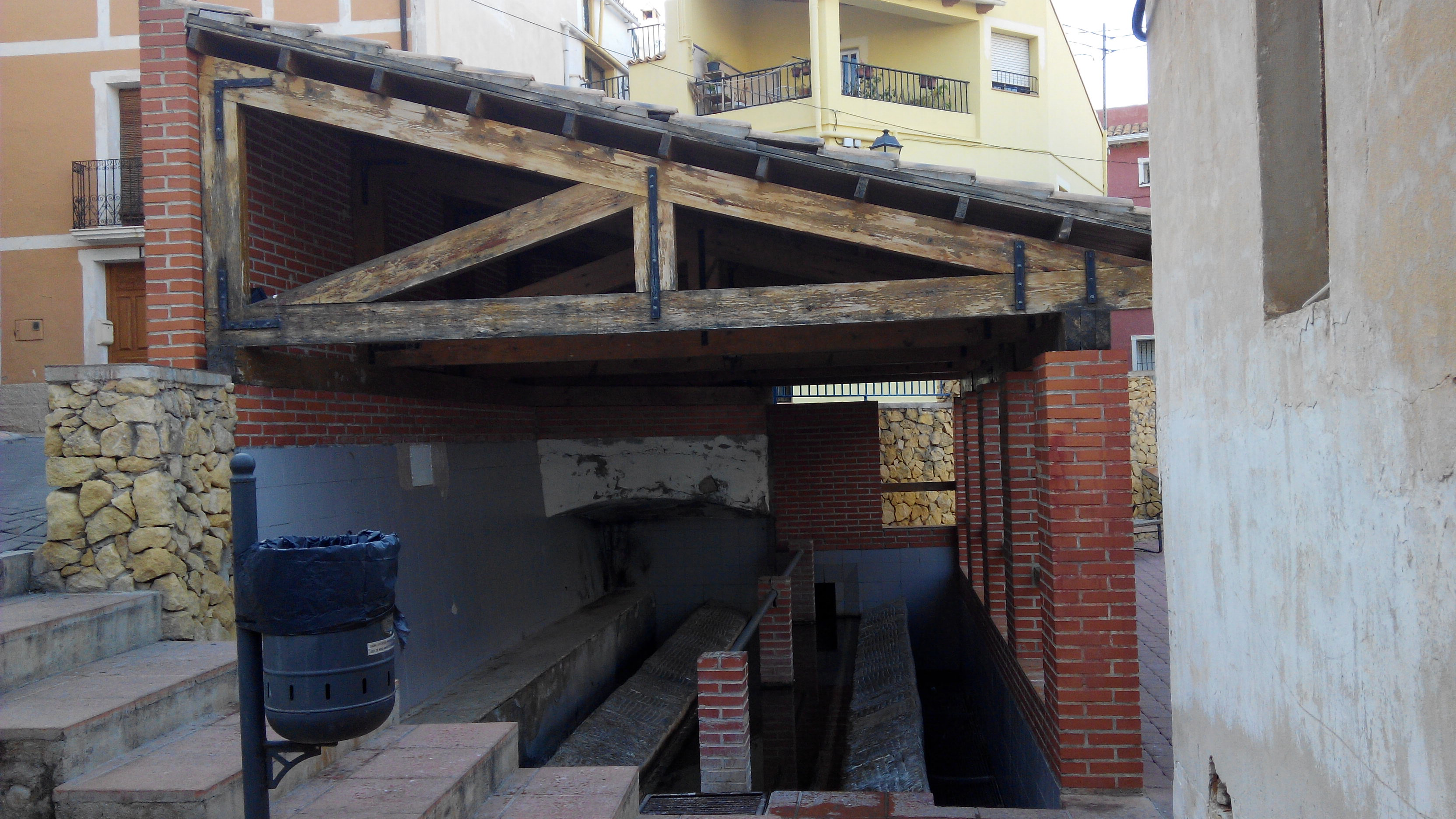
Lavadero o Fuente de Els Banyets

## Fiestas
- Fiestas Patronales. Se celebran el penúltimo fin de semana de septiembre (del jueves al lunes) en honor de san Nazario y santo Tomás de Villanueva.
- Feria gastronómica dedicada al vino, artesanía y productos de interior. Se celebra en el puente de diciembre con fecha cambiante.